# Fouquet de La Routte
Foulques Chastan, seigneur de La Routte, dit Fouquet de La Routte, (v. 1536-1589), est un aristocrate français d'origine dauphinoise. Gouverneur de Marsal durant les années 1580, il fut tué au combat durant les guerres de Religion, et inhumé dans la collégiale Saint-Léger de Marsal. 

## Histoire
Foulques Chastan est né vers 1536 dans le Dauphiné. Issu par sa mère de la famille De Coste, il est connu comme seigneur de La Routte, tout comme son frère André, qui fut écuyer du roi Charles IX puis capitaine des gardes du duc de Lorraine Henri II. 
Capitaine de deux compagnies à Metz en 1573, Foulques devient gouverneur de Marsal à la suite de plusieurs faits de guerre à Casale-Montferrato, à Bourges et à La Rochelle. Il fut également pourvu des charges de gentilhomme de la Chambre du Roi, et de conseilleur des guerres du duc de Lorraine. Compagnon d'armes du duc d'Epernon, favori d'Henri III, il le reçoit à Marsal en 1583. 
Appartenant à la Ligue catholique, Fouquet de la Routte s'oppose au roi de France, et à son représentant dans la région, le gouverneur de Metz Roger de Comminges, dont les troupes entrent dans Marsal le 27 avril 1589. Le soir même, Fouquet de La Routte est tué au combat d'un coup de sabre par un Messin.
Le duc de Lorraine Charles III lui fait élever un somptueux monument funéraire dans le collégiale Saint-Léger de Marsal en 1593, réalisé par Jean Appier avec la participation d'Alphonse de Rambervillers. Ce monument inspirera celui du duc Henri II de Lorraine.

## Famille
Fouquet de la Routte a épousé Orianne Warin de Clémery, dame dudit lieu, morte avant 1583, dont il a deux enfants :
- Jacques Chastan de La Routte, né vers 1580, baucheur des salines de Salonnes, mort en 1600 sans postérité.
- Madeleine Chastan de La Routte, mariée à Georges Frédéric du Hautoy, morte en 1619, inhumée dans l'église de Nubécourt, où son monument funéraire subsiste

## Sources
- Vincent Hadot, «Fouquet de la Routte, Un gouverneur lorrain pendant les Guerres de religions », in Pays Lorrain, Nancy, Société d'histoire de la Lorraine et du Musée lorrain, septembre 2019
- Claire Decomps. Marsal: Moselle. Itinéraires du Patrimoine. France: Éditions Serpenoise, 2003.
- Claude Derblay. Roger de Comminges, sieur de Saubole, gouverneur de Metz, 1553-1615. France: Les Presses Universitaires de France, 1927, p. 49-50.